# Assi italiani della prima guerra mondiale
Questa lista comprende tutti gli assi dell'aviazione della prima guerra mondiale che hanno combattuto per il Regno d'Italia.
Una commissione dei servizi segreti, nota come commissione Bongiovanni, verificò gli abbattimenti rivendicati dai piloti italiani durante la guerra e pubblicò un elenco ufficiale il 1º febbraio 1919. L'elenco seguente è basato sulla relazione Bongiovanni ed evidenzia annotazioni o aggiunte successive.

## Da 20 abbattimenti
- Francesco Baracca 34 abbattimenti

Medaglia d'oro al valor militare. Principale asso della caccia italiana nella prima guerra mondiale. Ucciso in combattimento il 19 giugno 1918 in circostanze non chiarite.
- Silvio Scaroni 26 abbattimenti

Medaglia d'oro al valor militare. Abbattuto il 12 luglio 1918 e ferito, sopravvisse ma terminò l'attività bellica nella prima guerra mondiale. Transitato nella Regia Aeronautica partecipò anche alla seconda guerra mondiale con il grado di generale di divisione aerea ricoprendo vari incarichi. Dopo l'armistizio di Cassibile si ritirò a vita privata.
- Pier Ruggero Piccio 24 abbattimenti

Medaglia d'oro al valor militare. Nominato comandante della "Massa di Caccia" prima della Battaglia del solstizio, venne abbattuto e fatto prigioniero il 31 ottobre 1918 dagli austriaci che lo riconobbero. Nel collasso dell'esercito nemico, riuscì a fuggire con una rocambolesca fuga a piedi di oltre cento chilometri, rientrando al reparto il giorno dopo la fine della guerra. Nel dopoguerra divenne il primo capo di Stato Maggiore della Regia Aeronautica, per essere poi nominato nel 1933 senatore del Regno d'Italia. Visse prevalentemente in Francia. Morì nel 1965.
- Flavio Torello Baracchini 21 abbattimenti (ma 31 abbattimenti riconosciuti nel bollettino Diaz)

Medaglia d'oro al valor militare. Durante il conflitto il secondo per numero di vittorie dopo Baracca e quindi l'Asso degli Assi della Aviazione dopo la morte dello stesso, si vide inaspettatamente cancellare dieci vittorie a fine guerra nonostante che le sue 31 vittorie fossero state menzionate sul Bollettino Diaz e nonostante che la maggior parte delle vittorie annullate siano documentate negli archivi dell'aeronautica nemica.

Il 26 giugno 1918 venne colpito all'addome da truppe di terra e terminò l'attività bellica. Al termine della guerra si congedò e operò nel settore dell'aviazione. Morì il 18 agosto 1928 a causa delle ferite in un incidente nello stabilimento pirotecnico che aveva fondato.
- Fulco Ruffo di Calabria 20 abbattimenti

Medaglia d'oro al valor militare. Venne abbattuto il 20 ottobre 1918, ma riuscì a riattraversare il fronte pochi giorni prima della fine della guerra. Si congedò nel 1925 e divenne senatore nel 1934.

## Oltre 10
- Marziale Cerutti 17 abbattimenti

Terminò il conflitto con il grado di sergente. Promosso ufficiale, transitò nella Regia Aeronautica e partecipò alla seconda guerra mondiale come capo dell'aviazione da trasporto. Unitosi dopo l'armistizio di Cassibile alla Aeronautica Nazionale Repubblicana, al termine del conflitto fu rimosso dal servizio. In attesa di determinazioni sul prosieguo della carriera, morì il 26 maggio 1946 in un incidente con una motocicletta che aveva costruito.
- Ferruccio Ranza 17 abbattimenti

Nel dopoguerra transitò nella Regia Aeronautica dove raggiunse il grado di generale di divisione aerea. Partecipò alla seconda guerra mondiale a capo dell'aeronautica dell'Albania e dopo l'armistizio di Cassibile contribuì a fondare l'Aeronautica Cobelligerante Italiana.
- Luigi Olivari 12 abbattimenti

Morì a causa di un incidente al decollo il 13 ottobre 1917.
- Giannino Ancillotto 11 abbattimenti

Medaglia d'oro al valor militare. Divenne celebre per essere passato indenne attraverso un pallone frenato che aveva fatto esplodere. Dopo la prima guerra fu protagonista di imprese aviatorie. Morì in un incidente stradale il 18 ottobre 1924.
- Antonio Reali 11 abbattimenti

Rivendicava più di trenta abbattimenti, ma la commissione Bongiovanni gliene confermò solo 11. Partecipò come riservista alla guerra d'Etiopia e alla seconda guerra mondiale, al termine della quale si ritirò a Fano dove lavorò come artigiano e morì nel 1975.

## Oltre 5
- Flaminio Avet 8 abbattimenti

Nato da una famiglia nobile di Bendejun, un comune 18 km a nord di Nizza, al termine della guerra si congedò e vi si ritirò. Si ammalò e morì nel 1928 a 38 anni.
- Ernesto Cabruna 8 abbattimenti

Medaglia d'oro al valor militare. Iniziò la guerra come carabiniere e venne accolta la sua domanda di trasferimento in aviazione. Celebre per i combattimenti in inferiorità numerica, guadagnò la prima pagina della Domenica del Corriere con il titolo "1 contro 11". Si congedò dall'Arma e fu collaboratore di Gabriele D'Annunzio a Fiume. Venne richiamato in servizio con la Regia Aeronautica, per motivi di salute fu congedato nel 1932. Durante la seconda guerra mondiale ebbe rapporti con la Resistenza e in occasione dell'eccidio delle Fosse Ardeatine venne ricercato dalle SS e dalla milizia fascista. Morì nel 1960 e le spoglie furono traslate al Vittoriale.
- Alvaro Leonardi 8 abbattimenti

Dopo la guerra si occupò di insegnamento al pilotaggio venendo richiamato dalla Regia Aeronautica per continuare l'attività anche durante la seconda guerra mondiale. Collaborò segretamente con la resistenza e approntò una pista per velivoli pesanti sull'aeroporto di Cameri dove poi, nel maggio 1945 atterrarono 10 velivoli americani. Morì a Cameri nel 1955.
- Carlo Francesco Lombardi 8 abbattimenti

Finita la guerra partecipò attivamente alla vita politica, seguendo tra l'altro D'Annunzio nell'impresa di Fiume. Deluso dagli esiti, si dedicò a imprese aviatorie. Finita la seconda guerra mondiale si convertì al settore automobilistico diventando designer e imprenditore della carrozzeria con il suo nome, specializzata in conversione in limousine di berline della sua epoca. Morì nel 1983.
- Giovanni Nicelli 8[2] abbattimenti
- Gastone Novelli 8 abbattimenti

Assegnato alla 91ª Squadriglia aeroplani da caccia di Baracca, al termine della guerra rimase in servizio con il grado di tenente. Morì il 3 giugno 1919 in un incidente di volo.
- Leopoldo Eleuteri 7 abbattimenti
- Guglielmo Fornagiari 7 abbattimenti
- Mario Fucini 7 abbattimenti
- Orazio Pierozzi 7[3] abbattimenti

Natale palli 7 partecipante al volo su Vienna e pilota di D'Annunzio.
Tenente di vascello della Regia Marina operò con gli idrocaccia da Brindisi per il contrasto all'aviazione austro-ungarica sul Mar Adriatico diventando l'ufficiale della marina italiana con il maggior numero di vittorie aeree nel conflitto. Morì in mare al largo di Trieste il 18 marzo 1919.
- Cosimo Rennella 7 abbattimenti

Cittadino dell'Ecuador
- Antonio Riva 7 abbattimenti
- Aldo Bocchese 6 abbattimenti
- Antonio Chiri 6[4] abbattimenti

Un mese dopo la fine della guerra ebbe un grave incidente di volo e rimase in coma 16 giorni. Perse l'idoneità al servizio e per breve tempo rimase in aviazione come istruttore all'Idroscalo di Como, ma dovette lasciare l'attività e divenne funzionario delle Poste. Morì nel 1971.
- Bartolomeo Costantini 6 abbattimenti

Assegnato alla 91ª Squadriglia aeroplani da caccia di Baracca, al termine della guerra si congedò come tenente colonnello e si dedicò alle corse automobilistiche vincendo due Targa Florio e ricoprendo l'incarico di direttore sportivo delle squadre corse Bugatti e Alfa Romeo. Morì nel 1941.
- Attilio Imolesi 6 abbattimenti

Ottenne tutti i suoi abbattimenti tra il 26 aprile 1917 e il 14 marzo 1918, data in cui precipitò per un guasto tecnico. Urtò il capo contro la mitragliatrice di bordo e morì in ospedale dove giunse privo di conoscenza.
- Cesare Magistrini 6 abbattimenti
- Guido Nardini 6 abbattimenti
- Luigi Olivi 6 abbattimenti
- Giorgio Pessi 6 abbattimenti

Cittadino dell'Impero austro-ungarico
- Cosimo Rizzotto 6 abbattimenti
- Mario Stoppani 6 abbattimenti
- Romolo Ticconi 6 abbattimenti
- Michele Allasia 5 abbattimenti
- Antonio Amantea 5 abbattimenti
- Sebastiano Bedendo 5 abbattimenti
- Alessandro Buzio 6 abbattimenti
- Umberto Calvello 5[5] abbattimenti
- Giulio Lega 5 abbattimenti
- Federico Martinengo 5[6] abbattimenti
- Guido Masiero 5 abbattimenti
- Amedeo Mecozzi 5 abbattimenti
- Giorgio Michetti 5 abbattimenti
- Alessandro Resch 5 abbattimenti
- Giovanni Sabelli 5 abbattimenti